# Michel Borwicz
Michel (en polonais Michał) Borwicz, né Maksymilian Boruchowicz le 11 octobre 1911 à Tarnów et mort le 31 août 1987 à Nice est un poète et écrivain polonais juif, de langue polonaise, française et yiddish. Il a, par ailleurs, été un membre actif de la résistance polonaise. La Seconde Guerre mondiale, et particulièrement la Seconde Guerre mondiale en Pologne, est au centre de ses ouvrages.

## Biographie

### Jeunesse
Michel Borwicz est né le 11 octobre 1911 à Tarnów en Pologne. Il vient d'une famille de la petite bourgeoisie de Cracovie, qui bien que de culture juive est considérée comme laïque. Sa langue maternelle est ainsi le polonais et non le yiddish, qu'il apprend pendant la guerre et développe à Paris en fréquentant les milieux yiddish. 
Il débute en 1934 sous son nom d'origine comme critique littéraire. Ses goûts vont très vite se diversifier : roman, poésie, théâtre. 
Il a un parcours scolaire brillant, il fait des études en lettres à l'université Jagellonne de Cracovie et publie sa première thèse en 1937 sur Brzozowski, sans doute Stanisław, et Malraux. 
En 1938 il publie son premier roman Miłość i rasa (L'amour et la race), qui sera interdit en 1939 par les Allemands. 

### Seconde Guerre mondiale et résistance
En 1939 il fuit l'avancée de l'armée allemande et il s'installe à Lwów sous occupation soviétique. Il devient membre de l'Association des écrivains juifs créée par les soviétiques. De là se développe son intérêt pour la littérature yiddish. Après l'occupation allemande de Lwów (juin 1941), il est emprisonné en 1942 dans le camp de concentration de Janowska, dans le faubourg occidental (près de la gare). Il y voit les exécutions sommaires ayant lieu derrière les zones de baraquements du camp. Il écrit pendant sa détention des poèmes qui seront publiés après-guerre et organise aussi des soirées littéraires dans le but d'égayer la vie du camp mais aussi de recruter des résistants.
Ses amis du Parti socialiste polonais réussissent à le faire évader en septembre 1943. Après son évasion, il combat dans le rangs des partisans sous le pseudonyme « Zygmunt ». À sa demande, ses amis de la Résistance ont extrait du camp la petite Janina Hescheles, qu'il incita à écrire ses mémoires (À travers les yeux d’une fille de douze ans).
Il devient à l'automne 1943 le commandant Zygmunt et se voit confier un détachement de résistants de l'Armia Krajowa (résistance polonaise) dans la région de Miechów. Il est à noter que ses soldats ne savaient pas qu'il était juif. Il reste ainsi en contact avec les organisations clandestines polonaises telles que le Conseil clandestin d'aide aux Juifs et Juives (Żegota) et le Comité national juif (ŻKN) auxquels il envoie des récits et poèmes mais aussi des réflexions stratégiques sur la résistance. Il participe à la collecte d'archives à l'intérieur du ghetto de Varsovie, menée par Emanuel Ringelblum et le groupe d’Oyneg Shabbos.

### Après la Seconde Guerre mondiale
Entre 1945 et 1947 il dirige la branche de Cracovie de la Commission centrale historique juive, en éditant un grand nombre des travaux sur l'Holocauste. Il édite ainsi notamment les mémoires de Janina Hescheles. Il mène ainsi une activité d'historien à la fois de sa propre histoire mais aussi de la littérature issue de cette Histoire.
En septembre 1946 il participe à l'exhumation des archives du ghetto de Varsovie, ensevelies dans les décombres.
En 1947, il publie l'anthologie Pieśń ujdzie cało et réfléchit dans cet ouvrage, ainsi que dans Literatura w obozie, à la fonction de la littérature dans les ghettos, camps de concentration et d'extermination.
En 1947, il émigre, pour des raisons politiques, en France et s'installe à Paris. Il crée une petite association le Centre pour l'étude de l'histoire des Juifs de Pologne, auquel participera notamment un ancien collègue de la branche cracovienne de la Commission centrale historique juive, Joseph Wulf qui a émigré en RFA. Il publie entre 1950 et 1953 un journal en yiddish Problemen, qui traite de l'historiographie du Hubn, c'est-à-dire de la Shoah (terme hébreu) en yiddish. Un autre exemple de son activité est la publication par l'association qu'il a fondée d'une bande dessinée Mille ans de vie juive de Pologne en 1957.  
Il publie par ailleurs de nombreux articles historiques dans différentes revues dont La Revue de la Deuxième guerre mondiale, L’Arche, Les Nouveaux cahiers, Évidences, Kultura, Les Cahiers historiques, Esprit. 
Il soutient en 1953 une thèse en sociologie à la Sorbonne, à partir de laquelle il écrira Écrits des condamnés à mort sous l'occupation nazie (paru en 1954). Cet ouvrage tranche avec les précédentes analyses des documents littéraires écrits lors de la Seconde Guerre mondiale produits par les historiens. Mais c'est aussi le premier livre en français sur le destin des juifs polonais. Ce livre reprend en grande partie les textes déjà utilisés pour l'écriture de ses précédents ouvrages d'analyse.
Il conseille Frédéric Rossif pour l'élaboration de son documentaire Le Temps du ghetto, 1961.
En 1966, il travaille pour Pierre Nora qui dirige alors la collection « Archives » chez Julliard et publie L'insurrection du ghetto de Varsovie. C'est la première fois qu'un tel ouvrage est publié en français avec des extraits du rapport Stroop, des photographies mais surtout des rapports et récits des insurgés, jusque là disponibles seulement en hébreu, polonais et yiddish.
Il publie un dernier ouvrage majeur en 1969 Vie interdites chez Casterman qui est un récit de tous les témoignages que Borwicz a récoltés entre 1945 et 1946 à Cracovie. L'ensemble de ces témoignages est actuellement conservé aux archives de Yad Vashem, conformément à son testament.
Sa vie fut néanmoins précaire en France : il ne fut jamais titularisé à l'université et dut vivre de ses livres, conférences et de quelques réparations allemandes.
Il est mort en 1987 et inhumé en Israël au kibboutz Ha Kabri, aux côtés de sa femme Zila Rennert, rescapée du ghetto de Varsovie et morte 11 ans auparavant.

## Engagement
Il est un membre actif du Parti socialiste polonais, qui l’exfiltre de son ghetto en 1943, bien que proche du parti sioniste et marxiste Poale Zion. Il devient en 1943 commandant dans la résistance polonaise.

## Vie privée
Il a partagé sa vie une fois arrivé à Paris avec une obstétricienne pionnière de l’accouchement sans douleur et rescapée du ghetto de Varsovie, Zila Rennert, avec laquelle il est enterré en Israël. Elle est morte en 1976 à Paris.

## Ouvrages
- Brzozowski i Malraux (essai), Lwów, 1937.
- Fizjologia rozpaczy i nihilizmu (pensées), Cracovie, 1937.
- Miłość i rasa (roman), Cracovie, 1938.
- Uniwersytet zbirów. Rzecz o obozie Janowskim we Lwowie 1941–1944 (mémoires), Cracovie, 1946.
- Literatura w obozie (essais), Cracovie, 1946.
- Ze śmiercią na ty (poésie), Varsovie, 1946.
- Pieśń ujdzie cało (anthologie), Varsovie, 1947.
- Spod szubienicy w teren (mémoires).
- Aryan Papers, Buenos Aires, 3 Bände, 1955.
- Vies interdites, Paris, Casterman, 1969.
- Écrits des condamnés à mort sous l'occupation nazie 1939-1945, Paris, PUF, 1953 ; rééd. Gallimard, 1973.
- Milles ans de vie juive en Pologne (album illustré), Paris, Association des Juifs polonais en France, Centre d'études historique), 1957.
- L'Insurrection du ghetto de Varsovie, Paris, Julliard, 1966, collection «Archives».
- Ludzie, książki, spory, Paris, Librairie polonaise de Paris, 1980.
- Le cas de Marek Halter : jusqu’où est-il tolérable d'aller trop loin ?, Paris, Impr. IMPO, 1984, 14 p.